# Rendez-moi mon bébé
Rendez-moi mon bébé (Taken Away) est un téléfilm américain réalisé par Michael Feiger, diffusé en 2014.

## Fiche technique
- Titre original : Taken Away
- Réalisation : Michael Feifer
- Scénario : Michael Feifer
- Photographie : Hank Baumert
- Musique : Brandon Jarrett
- Durée : 120 min
- Date de diffusion :
  -  France : 20 octobre 2014 sur M6
  -  France : 6 août 2016 sur W9

## Distribution
- Chelsea Ricketts : Vicky
- Julie Warner (VF : Blanche Ravalec) : Barbara Worthington
- Michael Nouri (VF : Guy Chapellier) : Sénateur Robert Worthington
- Lisa Sheridan (VF : Sybille Tureau) : Sarah Martin
- David Starzyk : Richard Martin
- Jake Thomas (VF : Guillaume Lebon) : Lucas
- Elizabeth Ann Bennett : Debbie
- Caia Coley : Melissa
- Michelle DeFraites : Jennifer Meyers

source VF sur RS Doublage 